# Lijst van afleveringen van Gert Late Night
Gert Late Night was een Vlaams praatprogramma op de commerciële televisiezender VIER. Het programma werd van 2017 tot 2020 gepresenteerd door Gert Verhulst en James Cooke vanop Verhulsts privéjacht Evanna aan het Willemdok in Antwerpen. Wekelijks logeren drie gasten op de boot, van maandag tot donderdag. Anno 2022 werden acht seizoenen van het programma uitgezonden. Telkens kwamen twee seizoenen per jaar op het scherm.

## Afleveringen

### Seizoen 1
| Week | Verblijfsgasten                                          | Afl. in serie | Afl. in seizoen | Datum         | Live kijkers |
| ---- | -------------------------------------------------------- | ------------- | --------------- | ------------- | ------------ |
| 1    | Erik Van Looy, Kevin Janssens en Jani Kazaltzis          | 1             | 1               | 24 april 2017 | 242.722      |
| 1    | Erik Van Looy, Kevin Janssens en Jani Kazaltzis          | 2             | 2               | 25 april 2017 | 193.917      |
| 1    | Erik Van Looy, Kevin Janssens en Jani Kazaltzis          | 3             | 3               | 26 april 2017 | 155.443      |
| 1    | Erik Van Looy, Kevin Janssens en Jani Kazaltzis          | 4             | 4               | 27 april 2017 | 220.787      |
| 2    | Bart De Wever, Kobe Ilsen en Maaike Cafmeyer             | 5             | 5               | 1 mei 2017    | 227.068      |
| 2    | Bart De Wever, Kobe Ilsen en Maaike Cafmeyer             | 6             | 6               | 2 mei 2017    | 234.183      |
| 2    | Bart De Wever, Kobe Ilsen en Maaike Cafmeyer             | 7             | 7               | 3 mei 2017    | 279.436      |
| 2    | Bart De Wever, Kobe Ilsen en Maaike Cafmeyer             | 8             | 8               | 4 mei 2017    | Onbekend     |
| 3    | Ingeborg Sergeant, Kristel Verbeke en Herman Brusselmans | 9             | 9               | 8 mei 2017    | 231.142      |
| 3    | Ingeborg Sergeant, Kristel Verbeke en Herman Brusselmans | 10            | 10              | 9 mei 2017    | 235.303      |
| 3    | Ingeborg Sergeant, Kristel Verbeke en Herman Brusselmans | 11            | 11              | 10 mei 2017   | 220.541      |
| 3    | Ingeborg Sergeant, Kristel Verbeke en Herman Brusselmans | 12            | 12              | 11 mei 2017   | 203.213      |
| 4    | Natalia Druyts, Jef Neve en Hilde Crevits                | 13            | 13              | 15 mei 2017   | 219.487      |
| 4    | Natalia Druyts, Jef Neve en Hilde Crevits                | 14            | 14              | 16 mei 2017   | 219.732      |
| 4    | Natalia Druyts, Jef Neve en Hilde Crevits                | 15            | 15              | 17 mei 2017   | 239.767      |
| 4    | Natalia Druyts, Jef Neve en Hilde Crevits                | 16            | 16              | 18 mei 2017   | 232.858      |
| 5    | Goedele Liekens, Dirk Draulans en Véronique De Kock      | 17            | 17              | 22 mei 2017   | 208.942      |
| 5    | Goedele Liekens, Dirk Draulans en Véronique De Kock      | 18            | 18              | 23 mei 2017   | 262.939      |
| 5    | Goedele Liekens, Dirk Draulans en Véronique De Kock      | 19            | 19              | 24 mei 2017   | 292.549      |
| 5    | Goedele Liekens, Dirk Draulans en Véronique De Kock      | 20            | 20              | 25 mei 2017   | 228.034      |
| 6    | Margriet Hermans, Rik Verheye en William Boeva           | 21            | 21              | 29 mei 2017   | 246.656      |
| 6    | Margriet Hermans, Rik Verheye en William Boeva           | 22            | 22              | 30 mei 2017   | 279.841      |
| 6    | Margriet Hermans, Rik Verheye en William Boeva           | 23            | 23              | 31 mei 2017   | 287.797      |
| 6    | Margriet Hermans, Rik Verheye en William Boeva           | 24            | 24              | 1 juni 2017   | 281.955      |

### Seizoen 2
In de eerste week van het tweede seizoen lag de boot in Cadzand-Bad.
Tijdens de derde week kwam Gerard Joling op dinsdag langs in het programma. Door een misverstand dacht Joling dat hij ook een week aanwezig zou zijn op de boot. Uiteindelijk bleef Joling de rest van de week aanwezig in het programma, waardoor dit de enige week is dat er vier gasten aan boord waren van de Evanna in plaats van drie.
| Week | Verblijfsgasten                                   | Afl. in serie | Afl. in seizoen | Datum             | Live kijkers |
| ---- | ------------------------------------------------- | ------------- | --------------- | ----------------- | ------------ |
| 1    | Sergio Herman, Gwendolyn Rutten en Bart De Pauw   | 25            | 1               | 4 september 2017  | 223.843      |
| 1    | Sergio Herman, Gwendolyn Rutten en Bart De Pauw   | 26            | 2               | 5 september 2017  | 240.002      |
| 1    | Sergio Herman, Gwendolyn Rutten en Bart De Pauw   | 27            | 3               | 6 september 2017  | 229.493      |
| 1    | Sergio Herman, Gwendolyn Rutten en Bart De Pauw   | 28            | 4               | 7 september 2017  | 222.689      |
| 2    | Regi Penxten, Astrid Coppens en Luc Haekens       | 29            | 5               | 11 september 2017 | Onbekend     |
| 2    | Regi Penxten, Astrid Coppens en Luc Haekens       | 30            | 6               | 12 september 2017 | 219.696      |
| 2    | Regi Penxten, Astrid Coppens en Luc Haekens       | 31            | 7               | 13 september 2017 | 203.961      |
| 2    | Regi Penxten, Astrid Coppens en Luc Haekens       | 32            | 8               | 14 september 2017 | 222.271      |
| 3    | Sven De Ridder, Cath Luyten en Pedro Elias        | 33            | 9               | 18 september 2017 | 238.480      |
| 3    | Sven De Ridder, Cath Luyten en Pedro Elias        | 34            | 10              | 19 september 2017 | 276.336      |
| 3    | Sven De Ridder, Cath Luyten en Pedro Elias        | 35            | 11              | 20 september 2017 | 252.790      |
| 3    | Sven De Ridder, Cath Luyten en Pedro Elias        | 36            | 12              | 21 september 2017 | 203.743      |
| 4    | Jacques Vermeire, Marc Coucke en Frances Lefebure | 37            | 13              | 25 september 2017 | 255.867      |
| 4    | Jacques Vermeire, Marc Coucke en Frances Lefebure | 38            | 14              | 26 september 2017 | 190.765      |
| 4    | Jacques Vermeire, Marc Coucke en Frances Lefebure | 39            | 15              | 27 september 2017 | 228.609      |
| 4    | Jacques Vermeire, Marc Coucke en Frances Lefebure | 40            | 16              | 28 september 2017 | Onbekend     |
| 5    | Jan Verheyen, Bart Kaëll en Karen Damen           | 41            | 17              | 2 oktober 2017    | 290.949      |
| 5    | Jan Verheyen, Bart Kaëll en Karen Damen           | 42            | 18              | 3 oktober 2017    | 289.032      |
| 5    | Jan Verheyen, Bart Kaëll en Karen Damen           | 43            | 19              | 4 oktober 2017    | 259.444      |
| 5    | Jan Verheyen, Bart Kaëll en Karen Damen           | 44            | 20              | 5 oktober 2017    | 229.656      |
| 6    | Katrin Kerkhofs, Ben Segers en Stan Van Samang    | 45            | 21              | 9 oktober 2017    | 284.683      |
| 6    | Katrin Kerkhofs, Ben Segers en Stan Van Samang    | 46            | 22              | 10 oktober 2017   | 242.908      |
| 6    | Katrin Kerkhofs, Ben Segers en Stan Van Samang    | 47            | 23              | 11 oktober 2017   | 290.594      |
| 6    | Katrin Kerkhofs, Ben Segers en Stan Van Samang    | 48            | 24              | 12 oktober 2017   | 222.920      |

### Seizoen 3
Tijdens de zesde en laatste week werd er een onbekende Vlaming uitgenodigd als gast. Kandidaten konden zich inschrijven en moesten voor een jury verschijnen, zijnde Herman Brusselmans, Ellen Callebout (de vriendin van Gert) en de moeder van James. Van de vierhonderd inschrijvingen werden er drie geselecteerd die zich kort mochten voorstellen op de boot. Via televoting werd de winnaar gekozen, dit werd Jenne Van Opstal.
| Week | Verblijfsgasten                                             | Afl. in serie | Afl. in seizoen | Datum         | Live kijkers |
| ---- | ----------------------------------------------------------- | ------------- | --------------- | ------------- | ------------ |
| 1    | Dina Tersago, Jean-Jacques De Gucht en Leah Thys            | 49            | 1               | 23 april 2018 | 278.179      |
| 1    | Dina Tersago, Jean-Jacques De Gucht en Leah Thys            | 50            | 2               | 24 april 2018 | 226.155      |
| 1    | Dina Tersago, Jean-Jacques De Gucht en Leah Thys            | 51            | 3               | 25 april 2018 | 222.513      |
| 1    | Dina Tersago, Jean-Jacques De Gucht en Leah Thys            | 52            | 4               | 26 april 2018 | Onbekend     |
| 2    | Tanja Dexters, Bart Tommelein en Andy Peelman               | 53            | 5               | 30 april 2018 | 270.581      |
| 2    | Tanja Dexters, Bart Tommelein en Andy Peelman               | 54            | 6               | 1 mei 2018    | 242.251      |
| 2    | Tanja Dexters, Bart Tommelein en Andy Peelman               | 55            | 7               | 2 mei 2018    | 221.201      |
| 2    | Tanja Dexters, Bart Tommelein en Andy Peelman               | 56            | 8               | 3 mei 2018    | 151.008      |
| 3    | Sam Gooris, Élodie Ouédraogo en Paul Jambers                | 57            | 9               | 7 mei 2018    | 217.642      |
| 3    | Sam Gooris, Élodie Ouédraogo en Paul Jambers                | 58            | 10              | 8 mei 2018    | 236.544      |
| 3    | Sam Gooris, Élodie Ouédraogo en Paul Jambers                | 59            | 11              | 9 mei 2018    | 268.727      |
| 3    | Sam Gooris, Élodie Ouédraogo en Paul Jambers                | 60            | 12              | 10 mei 2018   | 236.770      |
| 4    | Ann Van Elsen, Wendy Van Wanten en Ivan De Vadder           | 61            | 13              | 14 mei 2018   | 229.552      |
| 4    | Ann Van Elsen, Wendy Van Wanten en Ivan De Vadder           | 62            | 14              | 15 mei 2018   | 262.186      |
| 4    | Ann Van Elsen, Wendy Van Wanten en Ivan De Vadder           | 63            | 15              | 16 mei 2018   | 255.272      |
| 4    | Ann Van Elsen, Wendy Van Wanten en Ivan De Vadder           | 64            | 16              | 17 mei 2018   | 237.941      |
| 5    | Liesbeth Homans, Saartje Vandendriessche en Ron Brandsteder | 65            | 17              | 21 mei 2018   | 249.007      |
| 5    | Liesbeth Homans, Saartje Vandendriessche en Ron Brandsteder | 66            | 18              | 22 mei 2018   | 256.076      |
| 5    | Liesbeth Homans, Saartje Vandendriessche en Ron Brandsteder | 67            | 19              | 23 mei 2018   | 189.804      |
| 5    | Liesbeth Homans, Saartje Vandendriessche en Ron Brandsteder | 68            | 20              | 24 mei 2018   | 259.251      |
| 6    | Rob Vanoudenhoven, Gers Pardoel en Jenne Van Opstal         | 69            | 21              | 28 mei 2018   | 298.676      |
| 6    | Rob Vanoudenhoven, Gers Pardoel en Jenne Van Opstal         | 70            | 22              | 29 mei 2018   | 265.530      |
| 6    | Rob Vanoudenhoven, Gers Pardoel en Jenne Van Opstal         | 71            | 23              | 30 mei 2018   | 263.784      |
| 6    | Rob Vanoudenhoven, Gers Pardoel en Jenne Van Opstal         | 72            | 24              | 31 mei 2018   | 264.520      |

### Seizoen 4
| Week | Verblijfsgasten                                                      | Afl. in serie | Afl. in seizoen            | Datum             | Live kijkers |
| ---- | -------------------------------------------------------------------- | ------------- | -------------------------- | ----------------- | ------------ |
| 1    | Dana Winner, Bartel Van Riet en Kamagurka                            | 73            | 1                          | 3 september 2018  | 246.895      |
| 1    | Dana Winner, Bartel Van Riet en Kamagurka                            | 74            | 2                          | 4 september 2018  | 256.086      |
| 1    | Dana Winner, Bartel Van Riet en Kamagurka                            | 75            | 3                          | 5 september 2018  | 261.661      |
| 1    | Dana Winner, Bartel Van Riet en Kamagurka                            | 76            | 4                          | 6 september 2018  | 239.496      |
| 2    | Sven Gatz, Tine Embrechts en Kelly Pfaff                             | 77            | 5                          | 10 september 2018 | 310.513      |
| 2    | Sven Gatz, Tine Embrechts en Kelly Pfaff                             | 78            | 6                          | 11 september 2018 | 204.216      |
| 2    | Sven Gatz, Tine Embrechts en Kelly Pfaff                             | 79            | 7                          | 12 september 2018 | 283.351      |
| 2    | Sven Gatz, Tine Embrechts en Kelly Pfaff                             | 80            | 8                          | 13 september 2018 | 350.142      |
| 3    | Peter Van de Veire, Ian Thomas                                       | 81            | 9                          | 17 september 2018 | 317.463      |
| 3    | Peter Van de Veire, Ian Thomas                                       | 82            | 10 (uitzonderlijk 30 min.) | 18 september 2018 | 243.381      |
| 3    | Peter Van de Veire, Ian Thomas                                       | 83            | 11                         | 19 september 2018 | 355.788      |
| 3    | Peter Van de Veire, Ian Thomas                                       | 84            | 12                         | 20 september 2018 | 333.834      |
| 4    | Kris Peeters, Hanne Verbruggen, Marthe De Pillecyn en Klaasje Meijer | 85            | 13                         | 24 september 2018 | 381.493      |
| 4    | Kris Peeters, Hanne Verbruggen, Marthe De Pillecyn en Klaasje Meijer | 86            | 14                         | 25 september 2018 | 298.750      |
| 4    | Kris Peeters, Hanne Verbruggen, Marthe De Pillecyn en Klaasje Meijer | 87            | 15                         | 26 september 2018 | 315.731      |
| 4    | Kris Peeters, Hanne Verbruggen, Marthe De Pillecyn en Klaasje Meijer | 88            | 16                         | 27 september 2018 | 310.166      |
| 5    | Helmut Lotti, Kate Ryan en Enzo Knol                                 | 89            | 17                         | 1 oktober 2018    | 397.479      |
| 5    | Helmut Lotti, Kate Ryan en Enzo Knol                                 | 90            | 18                         | 2 oktober 2018    | 330.115      |
| 5    | Helmut Lotti, Kate Ryan en Enzo Knol                                 | 91            | 19                         | 3 oktober 2018    | 349.351      |
| 5    | Helmut Lotti, Kate Ryan en Enzo Knol                                 | 92            | 20                         | 4 oktober 2018    | 379.518      |
| 6    | Bent Van Looy, Free Souffriau en Peter Van Asbroeck                  | 93            | 21                         | 8 oktober 2018    | 378.839      |
| 6    | Bent Van Looy, Free Souffriau en Peter Van Asbroeck                  | 94            | 22                         | 9 oktober 2018    | 322.422      |
| 6    | Bent Van Looy, Free Souffriau en Peter Van Asbroeck                  | 95            | 23                         | 10 oktober 2018   | 357.104      |
| 6    | Bent Van Looy, Free Souffriau en Peter Van Asbroeck                  | 96            | 24                         | 11 oktober 2018   | 351.994      |

### Seizoen 5
De uitzendingen van de laatste week van seizoen 5 begonnen pas rond 22.30u o.m.v. de start van Love Island.
| Week | Verblijfsgasten                                       | Afl. in serie | Afl. in seizoen | Datum         | Live kijkers |
| ---- | ----------------------------------------------------- | ------------- | --------------- | ------------- | ------------ |
| 1    | André Hazes jr., Jinnih Beels en Viktor Verhulst      | 97            | 1               | 22 april 2019 | 396.615      |
| 1    | André Hazes jr., Jinnih Beels en Viktor Verhulst      | 98            | 2               | 23 april 2019 | 385.379      |
| 1    | André Hazes jr., Jinnih Beels en Viktor Verhulst      | 99            | 3               | 24 april 2019 | 298.207      |
| 1    | André Hazes jr., Jinnih Beels en Viktor Verhulst      | 100           | 4               | 25 april 2019 | 377.261      |
| 2    | Koen Geens, Hilde De Baerdemaeker en Jan Schepens     | 101           | 5               | 29 april 2019 | 341.357      |
| 2    | Koen Geens, Hilde De Baerdemaeker en Jan Schepens     | 102           | 6               | 30 april 2019 | 233.650      |
| 2    | Koen Geens, Hilde De Baerdemaeker en Jan Schepens     | 103           | 7               | 1 mei 2019    | 340.495      |
| 2    | Koen Geens, Hilde De Baerdemaeker en Jan Schepens     | 104           | 8               | 2 mei 2019    | 308.011      |
| 3    | Kim Van Oncen, Eddy Planckaert en Ben Weyts           | 105           | 9               | 6 mei 2019    | 394.264      |
| 3    | Kim Van Oncen, Eddy Planckaert en Ben Weyts           | 106           | 10              | 7 mei 2019    | 260.943      |
| 3    | Kim Van Oncen, Eddy Planckaert en Ben Weyts           | 107           | 11              | 8 mei 2019    | 321.126      |
| 3    | Kim Van Oncen, Eddy Planckaert en Ben Weyts           | 108           | 12              | 9 mei 2019    | 251.122      |
| 4    | Jelle Cleymans, Rani De Coninck en Jan Kooijman       | 109           | 13              | 13 mei 2019   | 386.899      |
| 4    | Jelle Cleymans, Rani De Coninck en Jan Kooijman       | 110           | 14              | 14 mei 2019   | 377.610      |
| 4    | Jelle Cleymans, Rani De Coninck en Jan Kooijman       | 111           | 15              | 15 mei 2019   | 402.160      |
| 4    | Jelle Cleymans, Rani De Coninck en Jan Kooijman       | 112           | 16              | 16 mei 2019   | 347.818      |
| 5    | Valerie De Booser, Steven Goegebeur en Jan Leyers     | 113           | 17              | 20 mei 2019   | 403.458      |
| 5    | Valerie De Booser, Steven Goegebeur en Jan Leyers     | 114           | 18              | 21 mei 2019   | 432.772      |
| 5    | Valerie De Booser, Steven Goegebeur en Jan Leyers     | 115           | 19              | 22 mei 2019   | 392.562      |
| 5    | Valerie De Booser, Steven Goegebeur en Jan Leyers     | 116           | 20              | 23 mei 2019   | 354.567      |
| 6    | Niels Albert, Steven Van Herreweghe en Marleen Merckx | 117           | 21              | 27 mei 2019   | 267.625      |
| 6    | Niels Albert, Steven Van Herreweghe en Marleen Merckx | 118           | 22              | 28 mei 2019   | 279.452      |
| 6    | Niels Albert, Steven Van Herreweghe en Marleen Merckx | 119           | 23              | 29 mei 2019   | 226.479      |
| 6    | Niels Albert, Steven Van Herreweghe en Marleen Merckx | 120           | 24              | 30 mei 2019   | 345.233      |

### Seizoen 6
In de eerste twee weken van het zesde seizoen lag de Evanna in Oostende in plaats van Antwerpen. Het programma werd ook tijdelijk omgedoopt tot Hert Vree Loate, refererend aan het West-Vlaams dialect.
Tijdens de eerste week werd ook Pommeline Tillière vanaf dinsdag uitgenodigd. Er werd voor haar een privé-camper met de naam "camping PomPom" geregeld waar ze kon overnachten, terwijl ze wel kon deelnemen aan de activiteiten.
Tijdens de derde week zou normaal Annie Geeraerts te gast zijn geweest, maar dit stuitte op verzet van VTM, omdat VIER geen aanvraag zou hebben ingediend. Als alternatief werd Davy Gilles uitgenodigd.
| Week | Verblijfsgasten                                          | Afl. in serie | Afl. in seizoen | Datum                                        | Live kijkers |
| ---- | -------------------------------------------------------- | ------------- | --------------- | -------------------------------------------- | ------------ |
| 1    | Kevin Janssens, Pascale Naessens en Tourist LeMC         | 121           | 1               | 2 september 2019                             | 339.723      |
| 1    | Kevin Janssens, Pascale Naessens en Tourist LeMC         | 122           | 2               | 3 september 2019                             | 298.556      |
| 1    | Kevin Janssens, Pascale Naessens en Tourist LeMC         | 123           | 3               | 4 september 2019                             | 265.887      |
| 1    | Kevin Janssens, Pascale Naessens en Tourist LeMC         | 124           | 4               | 5 september 2019                             | 320.993      |
| 2    | Piet Huysentruyt, An Swartenbroekx en Christoff De Bolle | 125           | 5               | 9 september 2019                             | 310.352      |
| 2    | Piet Huysentruyt, An Swartenbroekx en Christoff De Bolle | 126           | 6               | 10 september 2019                            | 303.596      |
| 2    | Piet Huysentruyt, An Swartenbroekx en Christoff De Bolle | 127           | 7               | 11 september 2019                            | 273.717      |
| 2    | Piet Huysentruyt, An Swartenbroekx en Christoff De Bolle | 128           | 8               | 12 september 2019                            | 331.083      |
| 3    | Clara Cleymans, Davy Gilles en Alex Agnew                | 129           | 9               | 16 september 2019                            | 377.596      |
| 3    | Clara Cleymans, Davy Gilles en Alex Agnew                | 130           | 10              | 17 september 2019 (uitzonderlijk 30 minuten) | 204.530      |
| 3    | Clara Cleymans, Davy Gilles en Alex Agnew                | 131           | 11              | 18 september 2019                            | 287.687      |
| 3    | Clara Cleymans, Davy Gilles en Alex Agnew                | 132           | 12              | 19 september 2019                            | 269.156      |
| 4    | Jacky Lafon, Kristof Calvo en Jan Smit                   | 133           | 13              | 23 september 2019                            | 320.806      |
| 4    | Jacky Lafon, Kristof Calvo en Jan Smit                   | 134           | 14              | 24 september 2019                            | 371.087      |
| 4    | Jacky Lafon, Kristof Calvo en Jan Smit                   | 135           | 15              | 25 september 2019                            | Onbekend     |
| 4    | Jacky Lafon, Kristof Calvo en Jan Smit                   | 136           | 16              | 26 september 2019                            | 251.627      |
| 5    | Katja Schuurman, Leen Dendievel en Luc Appermont         | 137           | 17              | 30 september 2019                            | 385.861      |
| 5    | Katja Schuurman, Leen Dendievel en Luc Appermont         | 138           | 18              | 1 oktober 2019                               | 339.357      |
| 5    | Katja Schuurman, Leen Dendievel en Luc Appermont         | 139           | 19              | 2 oktober 2019                               | 292.296      |
| 5    | Katja Schuurman, Leen Dendievel en Luc Appermont         | 140           | 20              | 3 oktober 2019                               | 307.296      |
| 6    | Siska Schoeters, Pat Krimson en Remco Evenepoel          | 141           | 21              | 7 oktober 2019                               | 477.162      |
| 6    | Siska Schoeters, Pat Krimson en Remco Evenepoel          | 142           | 22              | 8 oktober 2019                               | 425.019      |
| 6    | Siska Schoeters, Pat Krimson en Remco Evenepoel          | 143           | 23              | 9 oktober 2019                               | 367.365      |
| 6    | Siska Schoeters, Pat Krimson en Remco Evenepoel          | 144           | 24              | 10 oktober 2019                              | 356.282      |

Op 10 oktober 2019, na afloop van de laatste aflevering van het 6e seizoen, werd Gert Late Night: The Movie uitgezonden. Daar keken 369.129 mensen naar.

### Seizoen 7
Vanwege de  coronapandemie werd het programma tijdelijk omgedoopt tot Gert Late Night Lockdown. Er werden ook slechts twee praatgasten per dag uitgenodigd en niemand bleef overnachten op de Evanna. Er was geen publiek en geen crew, alles werd gefilmd met op afstand bediende camera's.
| Week | Gasten                                      | Afl. in serie | Afl. in seizoen | Datum         | Live kijkers |
| ---- | ------------------------------------------- | ------------- | --------------- | ------------- | ------------ |
| 1    | Marc Van Ranst, Erik Van Looy               | 145           | 1               | 6 april 2020  | 482.304      |
| 1    | Jan Jambon, Evi Hanssen                     | 146           | 2               | 7 april 2020  | 390.250      |
| 1    | Lieven Scheire, Kim Van Oncen               | 147           | 3               | 8 april 2020  | 497.990      |
| 1    | Goedele Liekens, Wesley Sonck               | 148           | 4               | 9 april 2020  | 336.476      |
| 2    | Bart De Wever, Jeroom Snelders              | 149           | 5               | 13 april 2020 | 379.989      |
| 2    | Ivan De Vadder, Ella Leyers                 | 150           | 6               | 14 april 2020 | 430.097      |
| 2    | Marijke De Raes, Rik Verheye                | 151           | 7               | 15 april 2020 | 436.765      |
| 2    | Lotte Vanwezemael, Conner Rousseau          | 152           | 8               | 16 april 2020 | 322.419      |
| 3    | Lauren Versnick, Walter Grootaers           | 153           | 9               | 20 april 2020 | 457.353      |
| 3    | Véronique De Kock, Dirk Draulans            | 154           | 10              | 21 april 2020 | 435.432      |
| 3    | Wim Opbrouck, Jonas Van Geel                | 155           | 11              | 22 april 2020 | 456.488      |
| 3    | Marleen Merckx, Gilles De Coster            | 156           | 12              | 23 april 2020 | 397.612      |
| 4    | Tom Lenaerts, Alina Churikova               | 157           | 13              | 27 april 2020 | 474.466      |
| 4    | Maaike Cafmeyer, Hilde Crevits              | 158           | 14              | 28 april 2020 | 488.304      |
| 4    | Sam Gooris, Rik Torfs                       | 159           | 15              | 29 april 2020 | 532.693      |
| 4    | Wout van Aert, Cath Luyten                  | 160           | 16              | 30 april 2020 | 410.969      |
| 5    | Julie Vermeire, Alexander De Croo           | 161           | 17              | 4 mei 2020    | 452.175      |
| 5    | Christophe Deborsu, Saartje Vandendriessche | 162           | 18              | 5 mei 2020    | 428.260      |
| 5    | Karl Vannieuwkerke, Tine Embrechts          | 163           | 19              | 6 mei 2020    | 463.271      |
| 5    | Steven Van Gucht, Jelle Vossen              | 164           | 20              | 7 mei 2020    | 430.087      |
| 6    | Ann Van Elsen, Wim Lybaert                  | 165           | 21              | 11 mei 2020   | 396.036      |
| 6    | Dirk Van Tichelt, Siska Schoeters           | 166           | 22              | 12 mei 2020   | 454.027      |
| 6    | Frances Lefebure, Bruno Wyndaele            | 167           | 23              | 13 mei 2020   | 538.717      |
| 6    | Katrin Kerkhofs, Jean-Marie Dedecker        | 168           | 24              | 14 mei 2020   | 450.858      |
| 7    | Leah Thys, Wim De Vilder                    | 169           | 25              | 18 mei 2020   | 413.402      |
| 7    | Astrid Stockman, José De Cauwer             | 170           | 26              | 19 mei 2020   | 496.825      |
| 7    | Barbara Sarafian, Regi Penxten              | 171           | 27              | 20 mei 2020   | 540.499      |
| 7    | Pierre Van Damme, Peter Van de Veire        | 172           | 28              | 21 mei 2020   | 386.439      |
| 8    | Danira Boukhriss, Jani Kazaltzis            | 173           | 29              | 25 mei 2020   | 434.588      |
| 8    | Philippe Geubels, Marc Coucke               | 174           | 30              | 26 mei 2020   | 469.288      |
| 8    | Zuhal Demir, Alex Agnew                     | 175           | 31              | 27 mei 2020   | 470.820      |
| 8    | Maggie De Block, Koen Crucke                | 176           | 32              | 28 mei 2020   | 426.968      |

### Seizoen 8
De eerste drie weken van het achtste seizoen ligt de Evanna aangemeerd in Blankenberge. De weken daarna ligt ze weer op haar vaste plaats in Antwerpen. Het programma staat nog steeds in corona-modus met een beperkt publiek en twee praatgasten per dag die niet op de boot blijven overnachten.
| Week | Gasten                                                    | Afl. in serie | Afl. in seizoen            | Datum             | Live kijkers |
| ---- | --------------------------------------------------------- | ------------- | -------------------------- | ----------------- | ------------ |
| 1    | Erik Van Looy, Celine Van Ouytsel                         | 177           | 1                          | 31 augustus 2020  | 392.045      |
| 1    | Natalia Druyts, Steven Van Gucht                          | 178           | 2                          | 1 september 2020  | 354.821      |
| 1    | Conner Rousseau, Dana Winner                              | 179           | 3                          | 2 september 2020  | 336.689      |
| 1    | Louis Talpe, André Hazes jr.                              | 180           | 4                          | 3 september 2020  | 280.436      |
| 2    | Jani Kazaltzis, Herman Brusselmans                        | 181           | 5                          | 7 september 2020  | 236.957      |
| 2    | Pedro Elias, Michel Van den Brande                        | 182           | 6                          | 8 september 2020  | 259.097      |
| 2    | Élodie Ouédraogo en Jeroom Snelders, Dominique Van Malder | 183           | 7                          | 9 september 2020  | 351.908      |
| 2    | Willy Sommers, Stephanie Planckaert                       | 184           | 8                          | 10 september 2020 | 300.173      |
| 3    | Belle Perez, Goedele Liekens                              | 185           | 9                          | 14 september 2020 | 276.427      |
| 3    | Astrid Coppens, Snelle                                    | 186           | 10                         | 15 september 2020 | 204.499      |
| 3    | Marc Van Ranst, Walter Grootaers                          | 187           | 11                         | 16 september 2020 | 327.580      |
| 3    | Koen Crucke, Sarah De Bie                                 | 188           | 12                         | 17 september 2020 | 235.072      |
| 4    | Theo Francken, Margriet Hermans en Celien Deloof          | 189           | 13                         | 21 september 2020 | 297.894      |
| 4    | Dirk Van Tichelt, Mathias Vergels                         | 190           | 14                         | 22 september 2020 | 269.444      |
| 4    | Lotte Vanwezemael, Gunther Levi                           | 191           | 15                         | 23 september 2020 | 317.576      |
| 4    | Gers Pardoel, Evi Hanssen                                 | 192           | 16                         | 24 september 2020 | 270.270      |
| 5    | Nora Gharib, Jelle Cleymans                               | 193           | 17                         | 28 september 2020 | 281.116      |
| 5    | Annie Deleersnijder, Luk Alloo                            | 194           | 18 (uitzonderlijk 35 min.) | 29 september 2020 | Onbekend     |
| 5    | Niels Destadsbader, Wim Willaert                          | 195           | 19                         | 30 september 2020 | 335.231      |
| 5    | Sven De Ridder, Martin Heylen                             | 196           | 20                         | 1 oktober 2020    | 304.267      |
| 6    | Julie Vermeire, Lieven Scheire                            | 197           | 21                         | 5 oktober 2020    | 314.617      |
| 6    | Ella Leyers, Jan Verheyen                                 | 198           | 22                         | 6 oktober 2020    | 302.234      |
| 6    | Stefaan Degand, Omar en Mounir Souidi                     | 199           | 23                         | 7 oktober 2020    | 308.803      |
| 6    | Sam Gooris, Bart De Wever                                 | 200           | 24                         | 8 oktober 2020    | 378.012      |

## Gert Last Year
Dit jaaroverzicht vindt niet plaats op de Evanna, maar in Château de Targnon, vlak bij Stoumont in de Ardennen.

### Seizoen 1
| Week | Verblijfsgasten                                    | Afl | Datum            | Live kijkers |
| ---- | -------------------------------------------------- | --- | ---------------- | ------------ |
| 1    | Gilles De Coster, Raoul Hedebouw en Willy Sommers  | 1   | 18 december 2017 | 525.511      |
| 1    | Jef Vermassen, Annelien Coorevits en Erik Van Looy | 2   | 19 december 2017 | 487.954      |
| 1    | Evi Hanssen, Bart Somers en Tijs Vanneste          | 3   | 20 december 2017 | 497.856      |
| 1    | Goedele Liekens, Zuhal Demir en Axel Daeseleire    | 4   | 21 december 2017 | 471.397      |

### Seizoen 2
| Week | Verblijfsgasten                                      | Afl | Datum            | Live kijkers |
| ---- | ---------------------------------------------------- | --- | ---------------- | ------------ |
| 1    | Jelle Cleymans, Bart Tommelein en Jan Verheyen       | 1   | 17 december 2018 | 482.540      |
| 1    | Jonas Geirnaert, Sabine Hagedoren en Rani De Coninck | 2   | 18 december 2018 | 370.371      |
| 1    | Tom Waes, Herman Brusselmans en Jani Kazaltzis       | 3   | 19 december 2018 | 491.394      |
| 1    | Niels Destadsbader, Katrin Kerkhofs en Tim Van Aelst | 4   | 20 december 2018 | 556.128      |